# Sluiskilbrug
Die Sluiskilbrug ist eine kombinierte Straßen- und Eisenbahnbrücke über den Kanal Gent–Terneuzen in der niederländischen Gemeinde Terneuzen, Provinz Zeeland. Die Brücke liegt zwei Kilometer nördlich vom namensgebenden Ort Sluiskil und führt zwei Fahrstreifen des Rijksweg 61 sowie ein Gleis der Bahnstrecke Gent–Terneuzen (Spoorlijn 55). Sie ist eine von drei beweglichen Brücken über den Kanal und wird täglich 20 bis 40 Mal für den Schiffsverkehr geöffnet. Mit ihrem 146,5 Meter langen beweglichen Träger zählt sie zu den weltweit längsten Drehbrücken.

## Geschichte

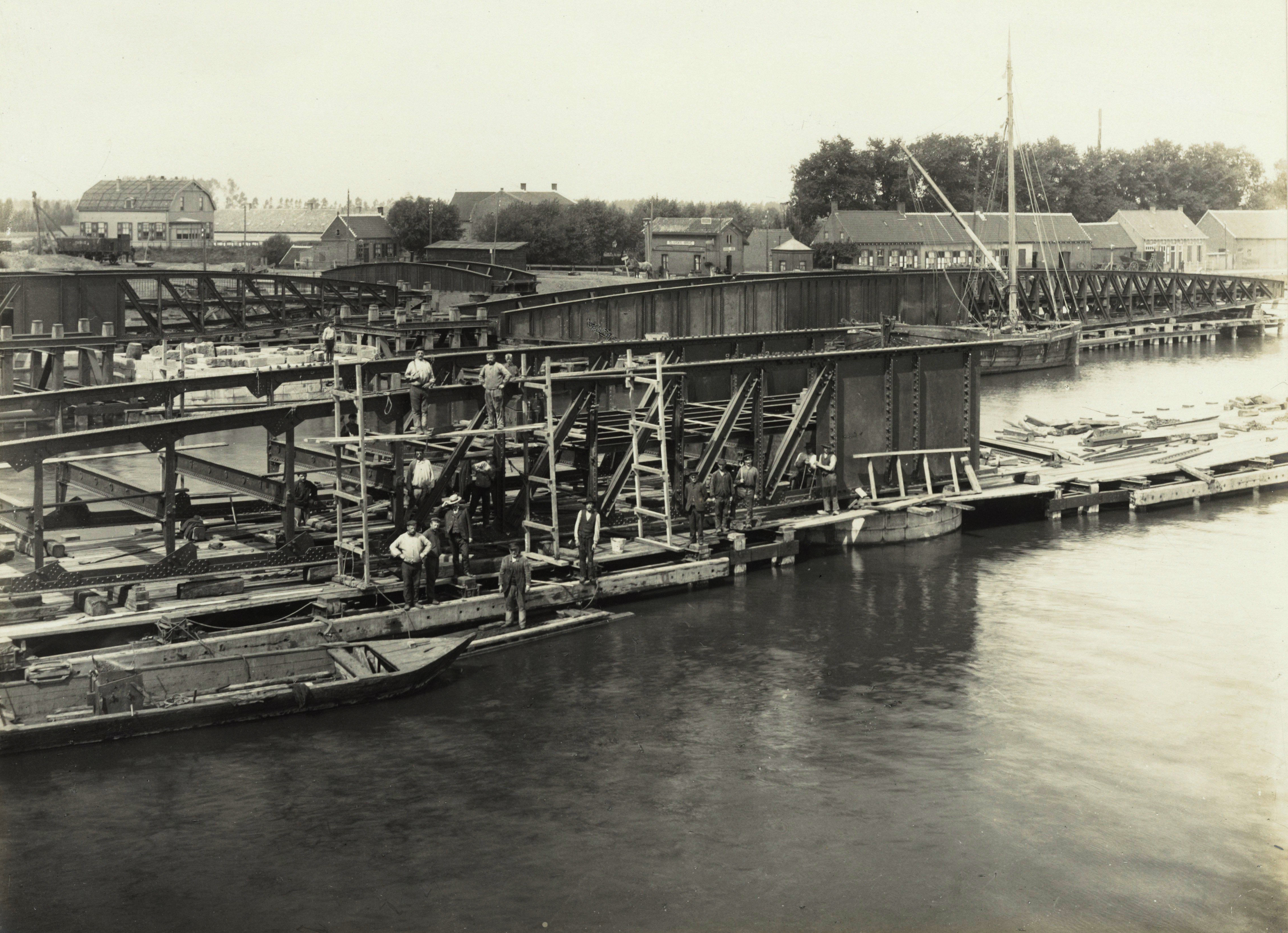
Montage der Drehbrücken in Sluiskil 1906. Beide Brücken in der offenen Position, links die Straßenbrücke, rechts die Eisenbahnbrücke

Sluiskil existiert erst seit Mitte des 18. Jahrhunderts. Vorher war das Gebiet Teil des kleinen Meeresarms Braakman am Mündungsdelta der Westerschelde, der ausgedehnte Schorren besaß. Der Braakman versandete über die Jahrhunderte und durch den Bau von Poldern wurde Neuland gewonnen, auf dem unter anderem Sluiskil entstand. In den 1820er Jahren begann man mit dem Bau eines Kanals von Sas van Gent über Sluiskil nach Terneuzen, dem Vorläufer des heutigen Kanal Gent–Terneuzen. Die erste Eisenbahnlinie nach Sluiskil wurde 1868 fertiggestellt, einschließlich einer ersten Drehbrücke über den Kanal. Während eines weiteren Ausbaus des Kanals in den 1900er Jahren entstanden in Sluiskil zwei neue Drehbrücken für den Straßen- und Eisenbahnverkehr, die Ende 1907 in Betrieb genommen werden konnten. Die Eisenbahnbrücke hatte eine 63 m lange Drehbrücke in der Mitte des Kanals und die Straßenbrücke Lelybrug war aus zwei Drehbrücken von 42 und 66 Metern Länge aufgebaut, wodurch sich die benachbarten Drehbrücken bei ihrer Rotation nicht gegenseitig behinderten.
Während des Zweiten Weltkrieges sprengten erst sich zurückziehende belgische Soldaten 1940 die Brücken und vier Jahre später zerstörten sich zurückziehende deutsche Soldaten 1944 die Brücken erneut. Die Straßenbrücke konnte nicht wieder instand gesetzt werden, Teile der Brücke wurden aber 1947 für die Reparatur der ebenfalls gesprengten Drehbrücke Souburg in Vlissingen verwendet. Die Eisenbahnbrücke ließ sich reparieren und wurde zu einer kombinierten Straßen- und Eisenbahnbrücke umgebaut, die aber ebenfalls erst Ende 1947 wieder in Betrieb genommen werden konnte.
Belgien und die Niederlande beschlossen 1960 den weiteren Ausbau des Kanals, um den immer größer werdenden Schiffen die Durchfahrt zum Hafen von Gent zu ermöglichen. Für die größtenteils auf der Ostseite durchgeführte Verbreiterung musste ein Großteil von Sluiskil einschließlich der Drehbrücke abgerissen werden. Entlang des Kanals Gent–Terneuzen entstanden in den 1960er Jahren aber drei neue große Brücken, zwei Drehbrücken auf niederländischer Seite in Sas van Gent (Brug Sas van Gent) und Sluiskil und eine Klappbrücke über den belgischen Teil in Zelzate (Zelzatebrug). Die neue, etwa 280 Meter lange Sluiskilbrug wurde auch als kombinierte Straßen- und Eisenbahnbrücke konzipiert und zwei Kilometer nördlich von Sluiskil bis 1969 errichtet. Sie führt neben dem Rijksweg 61 (N61) auch die Bahnstrecke Gent–Terneuzen (Spoorlijn 55), die heute nur noch für den Schienengüterverkehr genutzt wird. Da mit der Eröffnung des Westerscheldetunnels 2003 der Straßenverkehr über die Brücke stetig zunahm und diese täglich etwa 20–40 Mal für den Schiffsverkehr geöffnet werden muss, wurde zur Entlastung zwischen 2011 und 2015 der Sluiskiltunnel gebaut (N62), der 250 Meter südlich der Brücke den Kanal unterquert.

## Beschreibung

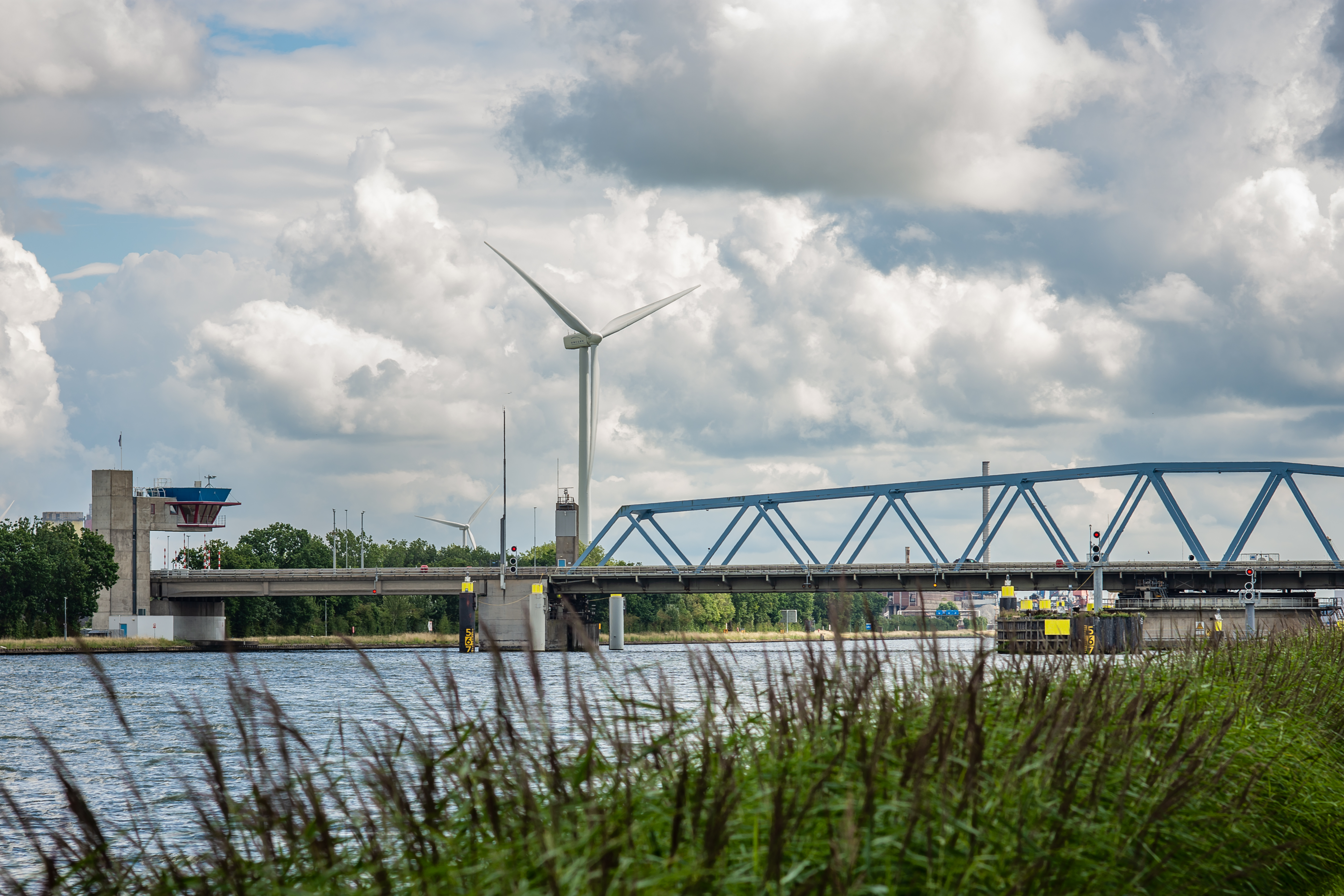
Blick nach Südost auf die 60 Meter breite Hauptöffnungen unterhalb des langen Arms des Fachwerkträgers

Die in Ost-West-Richtung verlaufende, etwa 280 Meter lange Brücke gliedert sich in einen Stahlbetonbalkenträger auf der Westseite über die N252 (ca. 45 m), den 146,5 Meter langen Fachwerkträger der Drehbrücke in der Mitte und zwei Stahlbetonbalkenträger auf der Ostseite (ca. 90 m). Der Kanal Gent–Terneuzen verläuft in Nord-Süd-Richtung unter der Drehbrücke und dem anschließenden östlichen Balkenträger, der letzte Träger überquert die N686. Für die Schifffahrt stehen drei Öffnungen zur Verfügung mit lichten Weiten von 27, 60 und 20 Metern (von West nach Ost). Die lichte Höhe liegt bei 7 Metern unter der Drehbrücke (im geschlossenen Zustand für die ersten beiden Öffnungen) und bei 6,5 Metern unterhalb des östlich anschließenden Balkenträgers.
Der bewegliche Träger ist als Strebenfachwerk ausgeführt, wobei die Höhe bei gerade verlaufendem Obergurt zum Drehpfeiler hin leicht zunimmt. Der Träger ist unsymmetrisch, mit Armen zu den Auflagern von 80 Meter auf der Ostseite und 64 Meter auf der Westseite. Durch die Ausführung der Trägerenden als Kreisbogen ergibt sich bei einer Breite von 27 Metern eine Gesamtlänge von 146,5 Meter auf der Mittelachse. Die zwei Fahrstreifen der N61 und das Gleis werden zwischen den Fachwerken geführt, deren Abstand beträgt bezogen auf ihre Mittelachsen 16 m. An den Außenseiten des Trägers sind zusätzlich zwei Rad- und Fußwege angebracht. Am Ostufer des Kanals befindet sich in Höhe des letzten Brückenpfeilers auf der Nordseite das Kontrollhaus, die Bedienung der Drehbrücke erfolgt aber seit 2010 von der Nautischen Zentrale Terneuzen aus (Nautische Centrale Terneuzen, ehemals Verkeerspost Terneuzen).

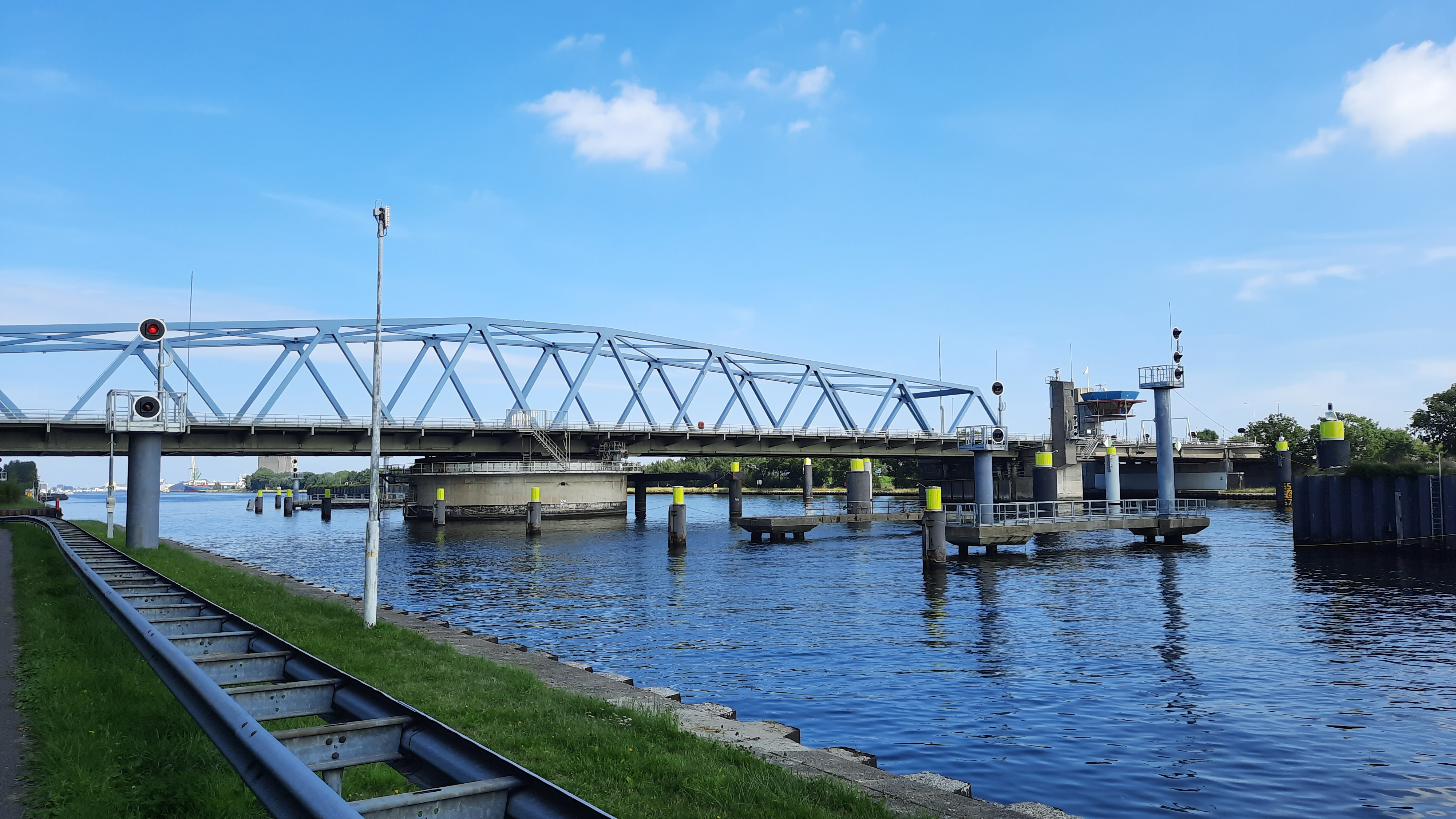
Blick nach Nordost in Richtung Terneuzen auf die geschlossene Brücke
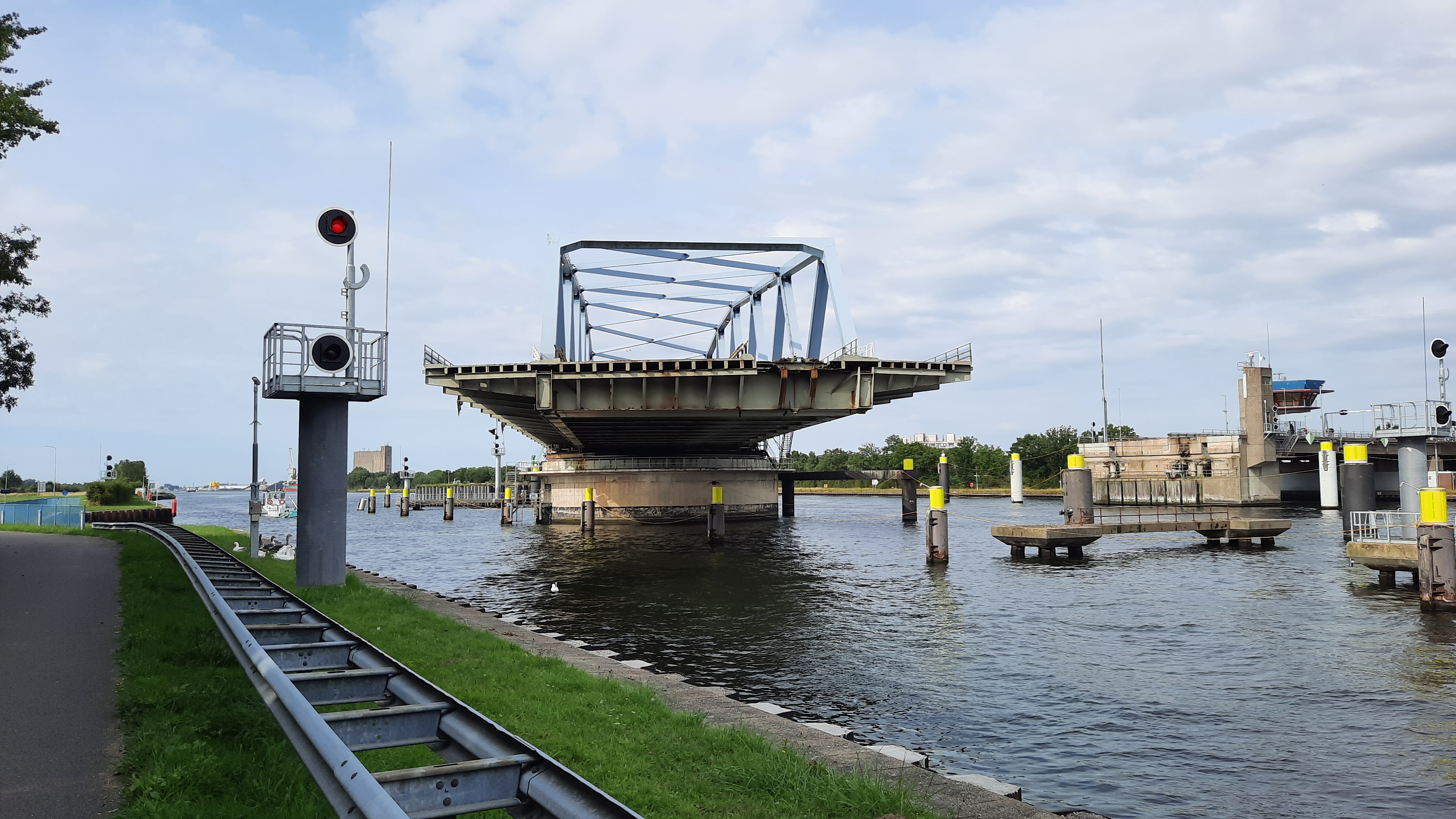
Fahrbahn und Gleis verlaufen zw. den Fachwerken, der Rad- und Fußweg auf Auslegern daneben
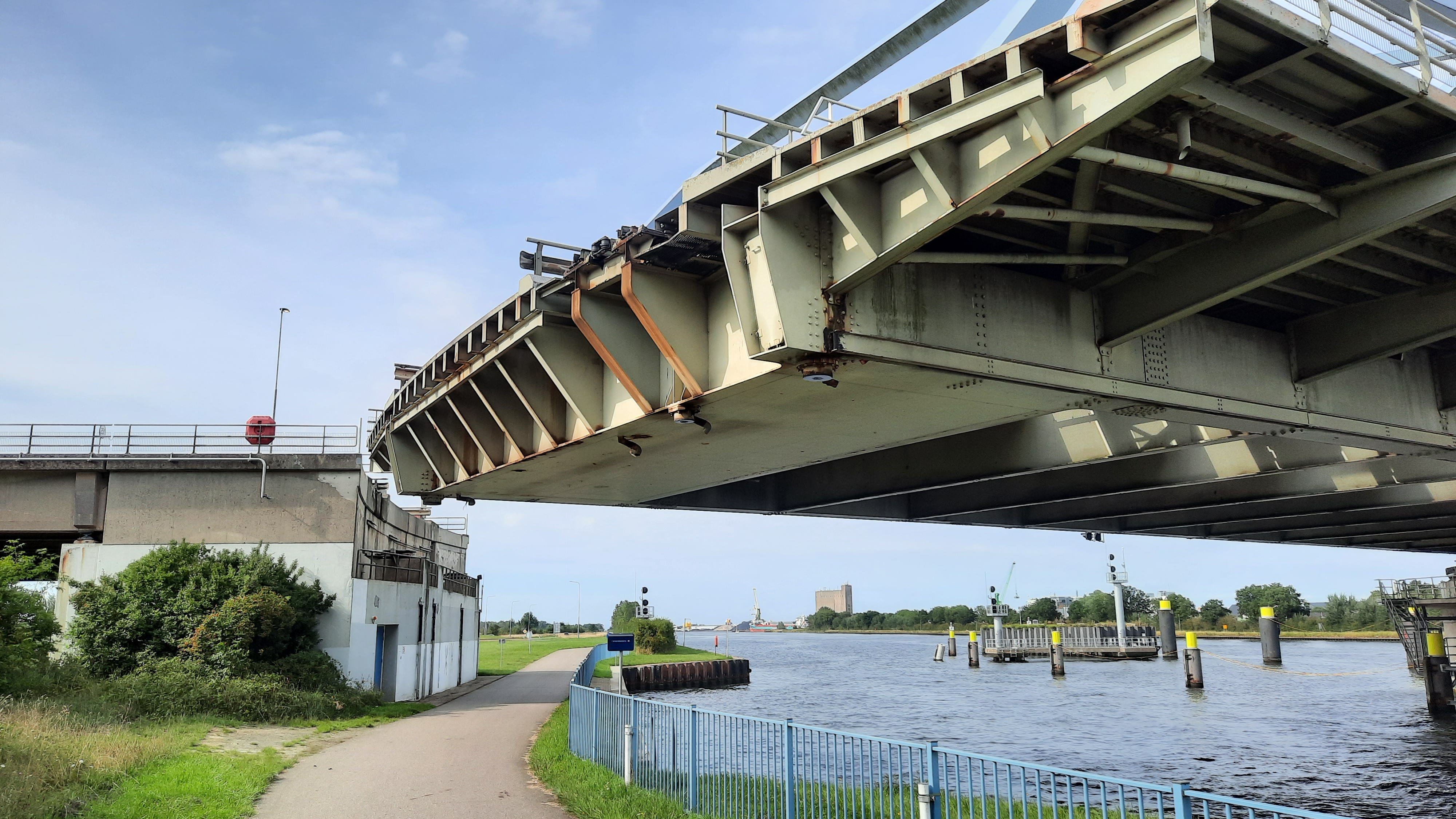
Für dei Drehbewegung sind die Trägerenden und Widerlager als Kreisbogen ausgeführt